# 쇠부리슴새
쇠부리슴새는 슴새과의 조류이다.
어미는 한마리의 새끼에게 2~3일동안 먹이를 준다음 최대 3주동안 먹이를 찾아 떠난다. 새끼가 자랄때 몸무게는 900g이며 어미보다 무거울수 있다. 바다에서 먹이를 구하는 성체는 플라스틱 쓰레기를 음식으로 착각한 다음 새끼에게 먹이를 준다.